# 아델 제건스

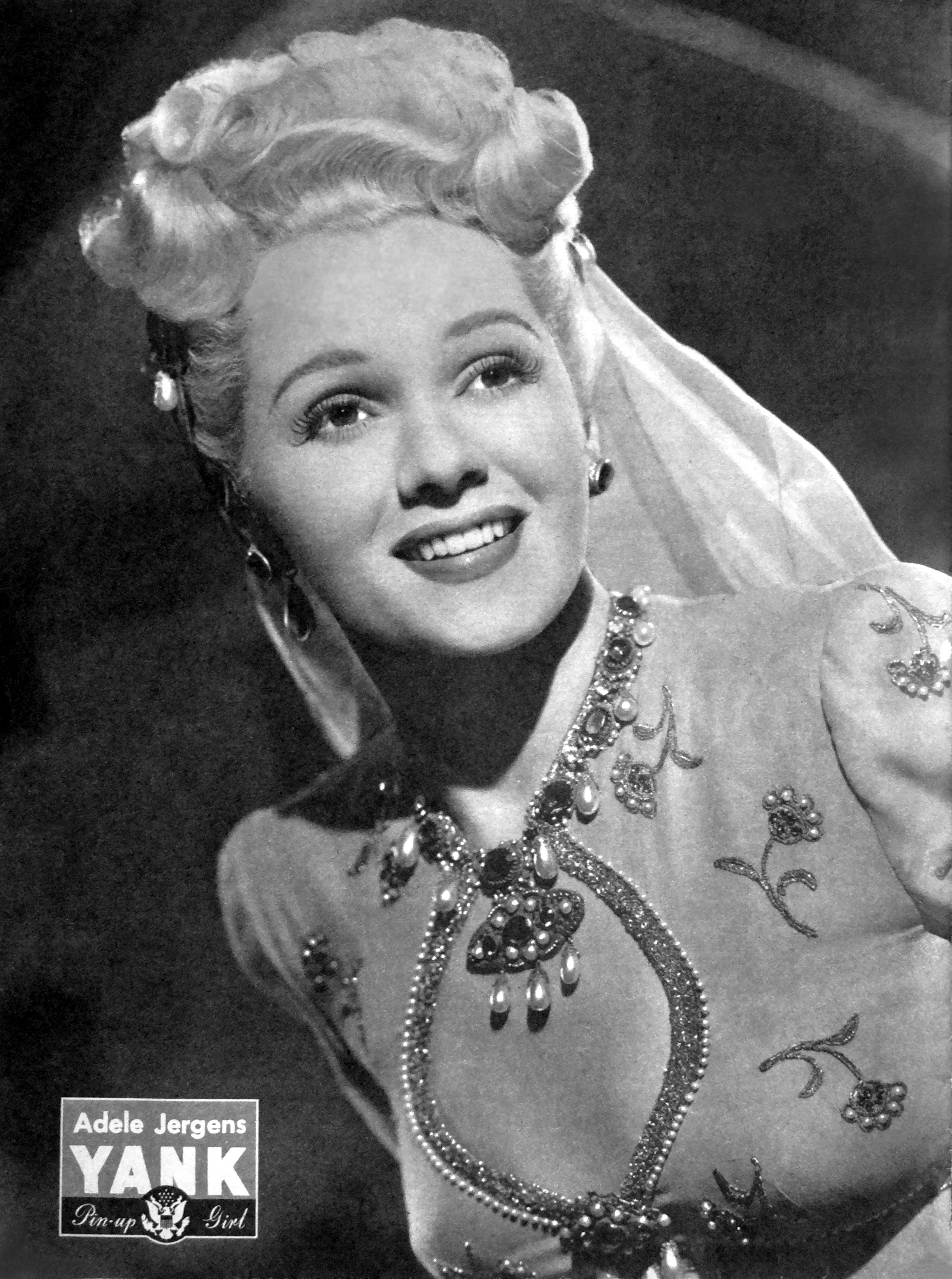

아델 제건스(Adele Jergens, 1917년 11월 26일 ~ 2002년 11월 22일)는 미국의 배우, 댄서, 영화배우, 텔레비전 배우, 모델이다.
브루클린에서 태어났으며 캐머릴로에서 사망하였다. 사인은 폐렴이다.

## 영화
- 세계가 멸망한 날 (1956년)
- 애보트와 코스텔로 - 투명인간을 만나다 (1951년)
- 쇼 보트 (1951년)
- 트라이 앤 겟 미 (1950년)
- 장갑차 강탈 (1950년)
- 사이드 스트리트 (1950년)
- 숙녀들의 합창 (1949년)
- 쉬 우든트 세이 예스 (1945년) - 알루라 역
- 천일야화(영어판) (1945년)
- 제인 에어 (1944년)
- 헬로우 프리스코, 헬로우 (1943년)
- 갱스 올 히어 (1943년)